# Enrique Santos Calderón
Enrique Santos Calderón  (Bogotá, 7 de diciembre de 1945) es un periodista y escritor colombiano. Durante casi cuatro décadas escribió la columna "Contraescape", publicada semanalmente en el diario El Tiempo, del que fue su director entre 1999 y 2009. Fue uno de los creadores de la revista Alternativa en la década de 1970 del siglo XX.

## Biografía
Miembro de la familia Santos, una de las familias más influyentes en la historia reciente de Colombia, tiene en su árbol genealógico más próximo a su tío-abuelo, el expresidente Eduardo Santos y a su abuelo, el columnista Enrique Santos Montejo "Calibán". Es hijo de Enrique Santos Castillo y Clemencia Calderón Nieto. Sus hermanos son Juan Manuel Santos -expresidente de Colombia-, Luis Fernando Santos, exdirectivo de El Tiempo, y Felipe Santos, periodista y empresario de espectáculos.
Se ha casado tres veces: Primero con María Teresa Rubino Santuccio, de cuya unión nacieron Alejandro -director de la Revista Semana-, y Julián. Luego con Jacqueline Urzola Náder, madre de Josefina y Enrique. Y en 2009, con Gina Benedetti Naar, que antes era su cuñada, porque había estado casada con Felipe Santos Calderón.
En la universidad de Los Andes mientras estudiaba filosofía y letras fundó el periódico "Ariete", que solamente circuló tres veces. Aún sin graduarse, ingresó a la nómina de El Tiempo, el 1 de mayo de 1964, junto con otros dos principiantes: Daniel Samper Pizano y Luis Carlos Galán. Santos y Samper se desempeñaron como asistentes del director Roberto García-Peña, haciendo seguimiento de noticias locales e internacionales, en tanto que Galán ofició como reportero. Se graduó en los Andes en 1967. Luego hizo una especialización en Ciencias Políticas, en la Universidad de Múnich, recibiendo su título en 1969.
Para ese entonces ya era editor de la sección internacional, y en 1970 se hizo cargo del suplemento literario "Lecturas Dominicales". En diciembre de ese año publicó por primera vez su columna "Contraescape", la cual continuó escribiendo de manera ininterrumpida hasta abril de 1999, cuando asumió la codirección del periódico, junto con su primo Rafael Santos Calderón, debido al fallecimiento de Hernando Santos Castillo. Casi una década más tarde, en enero de 2009, Roberto Pombo fue nombrado nuevo director, y Enrique Santos Calderón retomó su columna, que siguió apareciendo durante un año más, cuando se retiró definitivamente de El Tiempo.
Al contrario a su padre, que era de derecha, Enrique Santos Calderón simpatizaba con las ideas de izquierda, lo cual le ganó la ojeriza de su tío abuelo Eduardo, que lo consideraba un comunista. Junto con otros intelectuales y periodistas que compartían su tendencia política, entre los que se encontraban Gabriel García Márquez, Jaime Bateman Cayón, Antonio Caballero, Orlando Fals Borda, entre otros, creó la Revista Alternativa, el 18 de febrero de 1974. Esta publicación se destacó por su crítica directa al régimen bipartidista establecido por el Frente Nacional, y en especial contra los gobiernos de Alfonso López Michelsen y Julio César Turbay Ayala. Alternativa desapareció por problemas económicos 1980, por lo que Santos Calderón regresó a El Tiempo. En 1975 su casa fue objeto de un atentado con bomba.
Posteriormente se fue a vivir a París y a su regreso a Colombia presidió el Comité de Solidaridad de los Presos Políticos, organización dedicada a la defensa de los prisioneros políticos, guerrilleros presos y personas supuestamente vinculadas a grupos de izquierda armada, en tiempos del Estatuto de Seguridad.
En 1984 integró la Comisión de Paz del presidente Belisario Betancur, cuyos diálogos permitieron la creación de la Unión Patriótica.
Santos Calderón fue nombrado presidente de la Sociedad Interamericana de Prensa el 7 de octubre de 2008, en reemplazo de Earl Maucker. En marzo de 2009, las autoridades descubrieron un plan para atentar contra él y sus hermanos Juan Manuel (en ese entonces, Ministro de Defensa) y Luis Fernando. Santos ocupó dicha posición hasta noviembre de 2009, cuando fue sustituido por el peruano Alejandro Aguirre.
Durante el gobierno de su hermano, Juan Manuel Santos, éste lo nombró como emisario especial para el inicio de los diálogos con las FARC, en 2012.

## Libros publicados
- La Guerra por la Paz, 1985. Sobre los diálogos entre el gobierno y las guerrillas.[22]
- Fuego Cruzado, 1988. Investigación sobre el paramilitarismo, los grupos subversivos y el narcotráfico.[23]
- Palabras Pendientes, 2001. Reportaje a manera de conversación entre Santos Calderón y Alfonso López Michelsen acerca de la política nacional.[24]
- Fiestas y Funerales, 2002. Compendio de las mejores columnas de "Contraescape".[25][26]
- Mano a mano, 2004; conversaciones con: Antonio Caballero
- Así empezó todo, 2014. Sobre el proceso de paz entre el gobierno de Juan Manuel Santos y las Farc.[27]
- El país que me tocó, 2018. Memorias. Penguin Random House Eds., Debate.

## Reconocimientos recibidos

### Premio Nacional de Periodismo Simón Bolívar
1983: Categoría Trabajo de opinión y Análisis, por su columna "Contraescape".
1988: Categoría Vida y Obra de un Periodista, compartido con Daniel Samper Pizano.

### Premio Internacional de Periodismo Rey de España
1985: Por sus crónicas sobre el sandinismo en Nicaragua.

### Premio Nacional de Periodismo del CPB
2007: Categoría Vida y Obra de un Periodista, en reconocimiento a su labor como columnista y codirector de El Tiempo.